# Gilda Pansiotti
Ermenegilda Pansiotti D'Amico (Milano, 16 febbraio 1891 – Castropignano, 26 ottobre 1986) è stata una pittrice italiana.

## Biografia
Figlia di un proprietario terriero piemontese appartenente all'aristocrazia dei Gonzaga, studiò dal 1905 al 1910 all'Accademia di Brera.
Nel 1914 fu una delle sei artiste ad essere ammessa alla prima mostra femminile ufficiale organizzata dalla Federazione artistica femminile italiana presso il Lyceum femminile di Milano. Le altre cinque furono Lina Arpesani, Carla Celesia di Vegliasco, Maria Colzani, Maria Pensa e Isabella Pirovano. A Torino espose il suo Ritratto di signora all'Esposizione della Promotrice delle Belle Arti. Partecipò diverse volte alla Biennale di Venezia (1920, 1924, 1930 e 1936) e fu due volte vincitrice del prestigioso Premio Cremona (1939, 1941). Sposò il pittore Glauco Cambon.

## Opere
- Fifi e Janchette
- La pantomima
- Ritratto di signora
- Luci e colori del palcoscenico
- Il santo mattino
- La ruota dell'età
- La sposa